# 奈弗角
奈弗角（英語：Knife Point），是南極洲的海岬，位於南奧克尼群島的西格尼島東部，處於穆靈角東南面0.2公里的博爾赫灣南部，在1927年由英國研究隊命名，現時由南極條約體系管理。